# Пётр Алабин (теплоход)
«Пётр Алабин» — речной круизный двухпалубный дизель-электроход проекта 785 «Россия», названный в честь русского государственного и общественного деятеля — Петра Владимировича Алабина.

## История
Первоначально под именем «Киргизия» теплоход был построен в 1954 году (по другим данным в 1955 году) на верфи Národný Podnik Škoda Komárno (в настоящее время Slovenské lodenice Komárno a.s.) в Комарно, Чехословакия.
Был введен в состав «Волжского грузопассажирского речного пароходства МРФ СССР» с припиской к городу Горький. Через три года был переведён в город Куйбышев в «Волжское объединённое речное пароходство МРФ РСФСР» и работал на линии Куйбышев−Ульяновск по 1991 год. 
В период с 1986 по 1989 год теплоход участвовал в ликвидацию аварии на ЧАЭС, где находился в зоне отчуждения, будучи переоборудованным в утепленные гостиницы с дополнительной обшивкой (которая приняла на себя основную дозу радиации) для размещения ликвидаторов.
С 1991 по 1993 год теплоход принадлежал ОАО «Самарский речной порт». С 1995 года под новым именем «Пётр Алабин» судно находилось во владении ОАО «Пётр Алабин». В 2005 году компания «Агентство речных путешествий» стала новым собственником теплохода и в период с 2007 по 2008 год судно было подвергнуто основательной реконструкции на заводе «Нефтефлот»: была заменена часть обшивки корпуса, модернизированы и обновлены двигатель и трансмиссия, установлено навигационное оборудование. Портом его приписки осталась Самара.

## Палубы и каюты
«Пётр Алабин» — двухпалубное пассажирское судно с каютами на 1, 2 и 4 пассажиров. Теплоход имел два ресторана и два салона; каюты:

- Люкс

Двухместная двухкомнатная каюта на шлюпочной палубе со всеми удобствами (ванная, душ, туалет), радио, шкаф, холодильник, телевизор, кондиционер, двуспальная кровать.
- Полулюкс

Двухместная однокомнатная каюта на средней палубе со всеми удобствами (душ, туалет), радио, шкаф, холодильник, кондиционер, телевизор, двуспальный диван, полутораспальная кровать.
- Повышенная комфортность

Двухместная каюта повышенной комфортности — на средней палубе со всеми удобствами (душ, туалет), радио, шкаф, холодильник, кондиционер, телевизор, двухместная двуспальная кровать, двухъярусная кровать.
- Одноместная каюта

На средней палубе, с частичными удобствами (умывальник, горячая/холодная вода), радио, шкаф.
- Двухместная неярусная каюта

На средней палубе, со всеми удобствами (душ, туалет), радио, шкаф, односпальный диван, двухъярусная кровать.
- Двухместная неярусная каюта

На средней палубе, с частичными удобствами (душ, умывальник, туалета нет), радио, шкаф, односпальный диван, двухъярусная кровать.
- Двухместная неярусная каюта

На средней палубе, с частичными удобствами (умывальник, горячая/холодная вода), радио, шкаф.
- Четырехместная каюта

На главной палубе: 2 нижних/2 верхних места, со всеми удобствами (душ, туалет), холодильник, шкаф, радио.